# ایرباس ای۳۲۱نئو
ایرباس ای۳۲۱نئو (به انگلیسی: Airbus A321neo) یک سری هواپیمای مسافربری باریک‌پیکر دوموتوره است که توسط شرکت ایرباس اروپا توسعه‌یافته و ساخته می‌شود. هواپیمای ای۳۲۱نئو (نئو مخفف عبارت «گزینه موتور جدید» است) عضوی از خانواده ایرباس ای۳۲۰نئو است و از ایرباس ای۳۲۱ توسعه یافته‌است. این هواپیما دارای کشیده‌ترین بدنه در خانواده ایرباس ای۳۲۰ و جدیدترین نسخه از ای۳۲۱ می‌باشد. نسخه اولیه یعنی ای۳۲۱سئو در سال ۱۹۹۴ با لوفت‌هانزا وارد خدمت شد. این هواپیمای تک‌راهرو، معمولاً ۱۸۰ تا ۲۲۰ مسافر را در دو کلاس مختلف و تا ۲۴۴ مسافر را در چیدمانی با تراکم بالا در خود جای می‌دهد.
ایرباس در دسامبر ۲۰۱۰ از ای۳۲۱نئو درقالب یک بهبود و جایگزینی برای ای۳۲۱سئو رونمایی کرد. این هواپیما که به موتورهای جدید و شارکلت درقالب یک استاندارد مجهز شده‌است، طولانی‌ترین بدنه را در میان هواپیماهای باریک‌پیکر ایرباس با کاربرد تجاری دارد. ایرباس با مجهز شدن به موتورهای سی‌اف‌ام اینترنشنال لیپ-۱ای یا پرت اند ویتنی پی‌دابلیو۱۱۰۰جی-جِی‌ام، افزایش ۲۰ درصدی بهره‌وری سوخت به‌ازای هر مسافر، ۵۰۰ مایل دریایی (۹۳۰ کیلومتر؛ ۵۸۰ مایل) برد بیشتر یا ۲ تن (۴۴۰۰ پوند) بار بیشتر را تبلیغ می‌کند. بوئینگ نه روز پیش از معرفی ای۳۲۱نئو، نسل جدیدی از خانواده باریک‌پیکر رقیب خود، ۷۳۷ مکس، را معرفی کرد.
تولید ای۳۲۱نئو در سال ۲۰۱۶ آغاز شد و مونتاژ پایانی آن در هامبورگ آلمان انجام گرفت. این هواپیما در ۳۱ مه ۲۰۱۷ با انجام نخستین پرواز تجاری خود وارد خدمت در شرکت هواپیمایی ویرجین امریکا شد. تا ماه مه ۲۰۲۵، در مجموع ۷۰۱۷ فروند هواپیمای ای۳۲۱نئو توسط ۸۸ مشتری ثبت‌شده سفارش داده شده بود که از این شمار، ۱۷۲۹ فروند تحویل شده بودند.